# Malpica de Bergantiños
Malpica de Bergantiños település Spanyolországban, A Coruña tartományban. Malpica de Bergantiños Ponteceso és Carballo községekkel határos. Lakosainak száma 5267 fő (2024).

## Népesség
A település népessége az utóbbi években az alábbiak szerint változott:
| Lakosok száma | 7172 | 6890 | 6567 | 6228 | 6102 | 5768 | 5616 | 5391 | 5332 | 5267 |
|               | 2001 | 2004 | 2006 | 2009 | 2011 | 2014 | 2016 | 2019 | 2021 | 2024 |